# Seán Dunne
Seán Dunne (* 18. Dezember 1918 in Waterford; † 25. Juni 1969) war ein irischer Gewerkschaftsführer und Politiker der Irish Labour Party. Von 1948 bis 1957 und von 1961 bis 1969 war er Teachta Dála (Abgeordneter) im Dáil Éireann, dem irischen Unterhaus des Oireachtas.

## Biografie
Dunne trat 1936 der Workers’ Union of Ireland, dem Vorläufer der Gewerkschaft SIPTU, bei. Er verfocht neben den Arbeiter- auch republikanische Positionen und wurde 1939 für zwei Jahre inhaftiert. Unmittelbar nach der Haft wurde er wieder gewerkschaftlich aktiv. 1944 wurde er Gewerkschaftssekretär für Landarbeiter. Von 1946 bis 1954 war er Generalsekretär der Vereinigung der Landarbeiter (Federation of Rural Workers).
Im Oktober 1947 versuchte er ohne Erfolg, bei der Nachwahl für den verstorbenen Patrick Fogarty im Wahlkreis Dublin County in den Dáil einzuziehen. Erst bei der nachfolgenden Wahlen 1948 konnte er einen Sitz erringen. Diesen Sitz konnte er bei den Wahlen 1951 und 1954 verteidigen. 1956 war er zahlungsunfähig. Den Prozess um den Bankrott gewann er zwar. Bei den folgenden Wahlen 1957 trat er aber nicht an. Er arbeitete in England, um die Schulden loszuwerden, und therapierte seine Alkoholabhängigkeit. 1961 kehrte er zurück. Bei den Wahlen 1961 kandidierte er als Unabhängiger und wurde gewählt. 1963 trat er formell der Labour Party bei. Bei den Wahlen 1965 konnte er seinen Sitz verteidigen. Auch bei den Wahlen zum Dáil Éireann 1969 war er, allerdings im neuen Wahlkreis Dublin South-West, erfolgreich. Allerdings konnte er seinen gewonnenen Sitz nicht einnehmen, weil er bereits sieben Tage nach der Wahl an einer Hirnblutung verstarb.
Seine Frau Cora Ryan, die er 1956 geheiratet hatte, kandidierte nach seinem Tod für seinen früheren Sitz im Dáil, wurde aber nicht gewählt. 